# Slobodan
Slobodan (in cirillico: Слободан) è un nome proprio di persona serbo, croato e macedone maschile.

## Varianti
- Ipocoristici: Slobo[2], Boban[1]
- Femminili:
  - Croato: Slobodanka[3]
  - Serbo: Слободанка (Slobodanka)[3]

### Varianti in altre lingue
- Latino: Slobodanus

## Origine e diffusione
Il nome si basa sul termine slavo meridionale sloboda, che vuol dire "libertà". È quindi affine per significato al nome irlandese Saoirse e ai nomi italiani Eleuterio e Libero.

## Onomastico
Non esistono santi che portano questo nome, quindi è adespota. L'onomastico può essere festeggiato in occasione di Ognissanti, il 1º novembre.

## Persone

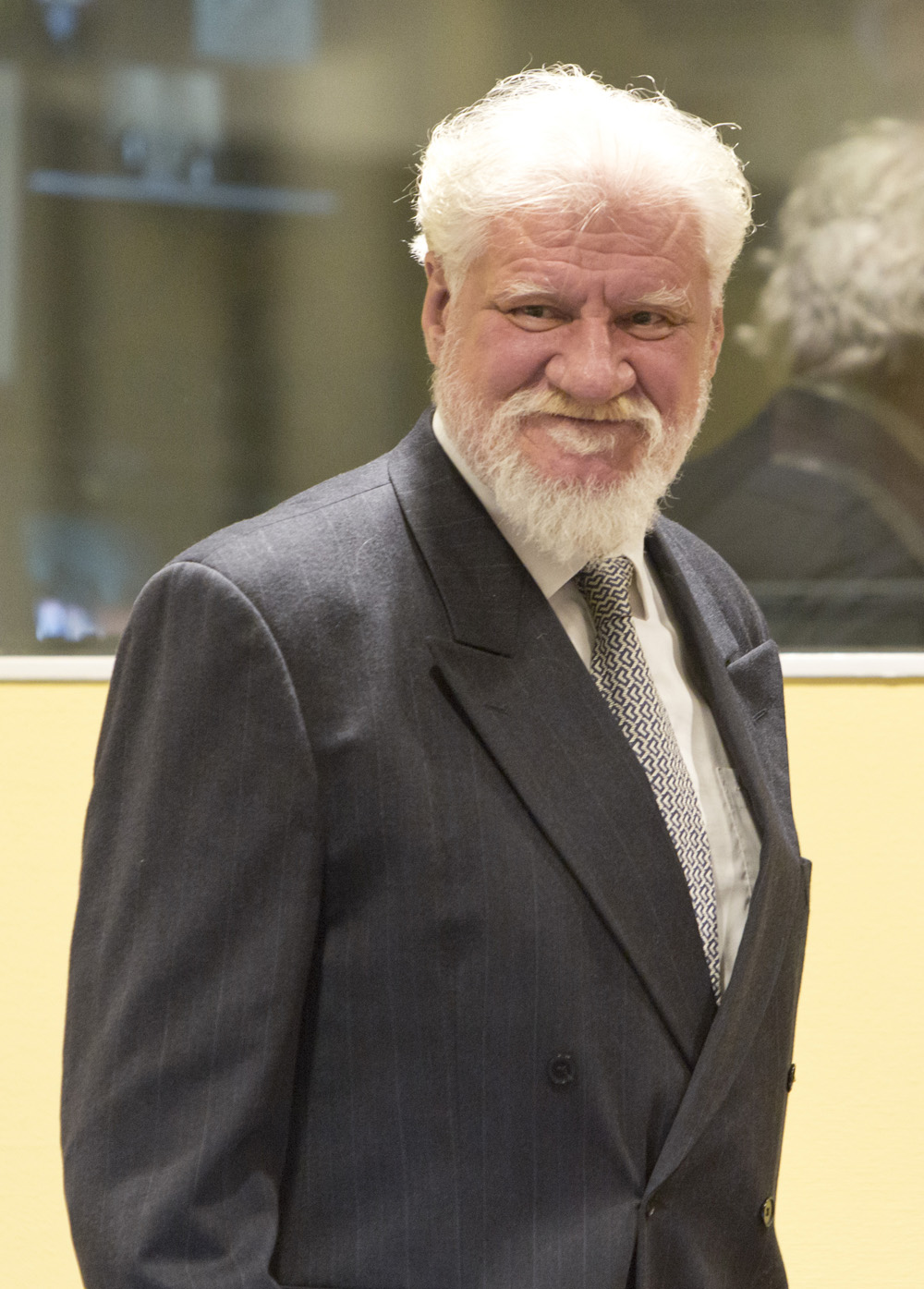
Slobodan Praljak

- Slobodan Boškan, pallavolista serbo
- Slobodan Galogaza, poeta serbo
- Slobodan Kovač, pallavolista e dirigente sportivo serbo
- Slobodan Milošević, politico serbo
- Slobodan Praljak, generale, ingegnere e regista croato
- Slobodan Prosperov Novak, storico croato
- Slobodan Štambuk, vescovo cattolico croato
- Slobodan Živojinović, tennista jugoslavo

### Variante femminile Slobodanka
- Slobodanka Tuvić, cestista serba

## Il nome nelle arti
- Slobodanka è un personaggio del film del 1967 Jutro, l'alba di un giorno, diretto da Mladomir Puriša Đorđević.